# Benczig Mátyás
Benczig Mátyás (Bentzig Mátyás) (Borsod, 1697 – Debrecen, 1749. december 3.) debreceni főorvos.

## Élete
Nemes családból származott. Szüleit korán elvesztvén, a humaniórák végeztével Erdélybe ment Kemény János gróf fiának nevelésére, akivel később külföldi akadémiákat látogatott, ahol magát az orvosi tudományokban képezte. A hallei egyetemen 1731. március 21-én orvosdoktorrá avatták. Visszatérvén Erdélybe, ott gyakorló orvos lett, majd Debrecen város hívta meg rendes orvosának 12 forint évi fizetéssel, amelyet az 1739–1740. évi pestis alkalmával 40 forintra emeltek.

## Munkái
- Dissertatio inaug. medica de dolore cephalo. Vom Kopf-Weh. Halae Magd., 1731.

Leírta az 1739. évi debreceni pestist; e mű latin kéziratát a város levéltárában őrzik. Másik kézirati munkája: De remediis prophylaticis.